# 朱利奥·罗马诺
朱利奥·罗马诺（義大利語：Giulio Romano，1499年—1546年11月1日），又称朱利奥·皮皮（Giulio Pippi），意大利画家、建筑师。拉斐尔的门徒。
罗马诺的作品逐渐偏离了文艺复兴的古典主义，这使他成为风格主义发展的关键人物。
朱利奥·罗马诺生于罗马并以此为姓。青年时期，他成为拉斐尔画室的助手，在Vatican loggias绘制湿壁画，协助拉斐尔完成了拉斐尔房间等作品，参与了法爾內西納別墅天花板的装饰。
1520年，拉斐尔去世。罗马诺完成了他的一些未竟作品。与拉斐尔简洁的风格相比，罗马诺的作品布局相对较为拥挤。
1524年至1534年期間，朱利奥·罗马诺装饰了曼托瓦的得特宫。
|                    |  |  |
| 得特宫巨人厅天花板 |  |  |